# Kernel Language 1
Kernel Language 1 o KL1 es un lenguaje de programación desarrollado en 1987 por el Institute for New Generation Computer Technology (Instituto para la Nueva Generación de Tecnologías de Computación, o ICOT por su siglas en inglés) en el marco del proyecto japonés de la quinta generación de computadoras en la década de 1980. 
El KL1 es una versión experimental del Kernel Language 0 (o KL0), creado dos años antes, el cual se basaba el paradigma de la programación lógica y secuencial concurrente, siendo de hecho una variante del Prolog. Con respecto a aquel, el KL1 tenía como principal diferencia el trabajar en paralelo, presentando claras influencias del "Flat GDC" (Flat Guarded Definite Clauses), lenguaje de programación desarrollado por Kazunori Ueda, quien también participó en la implementación del KL1. El resultado final era una versión del Prolog paralelizada que fue empleada para escribir el sistema operativo llamado Parallel Inference Machine Operating System, o PIMOS, el cual derivaba del Sequential Inference Machine Programming Operating System (SIMPOS).
En 1992 el KL1 fue portado al sistema operativo UNIX, dando como resultado el KLIC (KL1 to C compiler).

## Ejemplo
El siguiente programa en KL1, toma un dato de entrada, 0 o 1, y lo convierte en la salida inversa, 1 o 0:
```
    :- module main.
    
    main :- not(1, X), io:outstream([print(X), nl]).
    
    not(In, Out):- In = 0 | Out = 1.
    not(In, Out):- In = 1 | Out = 0.
```